# Wassili Jaroslawitsch
Wassili Jaroslawitsch (russisch Василий Ярославич Vasilij Jaroslavič; * 1241; † 1276) war 1272–1276 Großfürst von Wladimir aus dem Geschlecht der Rurikiden. Er war der Sohn Jaroslaws II. und ein Bruder von Jaroslaw III. Er zog mit der Unterstützung der Tataren und gemeinsam mit Arghaman, einem Landvogt Wladimirs, und dessen Schwiegersohn gegen die Stadt Nowgorod, auf deren Besitz er Ansprüche erhob, und erbeutete dort viele Schätze und brachte Gefangene mit zurück.